# Claude Chalhoub
Claude Chalhoub (* 1974 in Beirut) ist ein libanesischer Musiker.
Claude Chalhoub wuchs mit 11 Geschwistern in einem musikalischen Elternhaus im christlichen Viertel Beiruts auf. Er begann mit dem Geigenspiel im Alter von acht Jahren. Zunächst konnte er am libanesischen Konservatorium unterrichtet werden, wo er konsequenterweise zunächst hauptsächlich mit arabischer Musik in Berührung kam. Bald jedoch konnte der Betrieb des Konservatoriums wegen des Libanesischen Bürgerkrieges nicht mehr aufrechterhalten werden und Chalhoub war gezwungen seine Studien autodidaktisch fortzusetzen. Trotz dieser erschwerten Bedingungen waren diese Bemühungen solcherart von Erfolg gekrönt, dass er im Alter von 18 Jahren ein Stipendium des Londoner Royal College of Music erhielt. Durch ein Kammerkonzert wurde der Produzent Michael Brook auf ihn aufmerksam und produzierte mit Chalhoub dessen erstes Album, welches im Jahre 2001 erschien.
In seiner kompositorischen Tätigkeit vereint Chalhoub Elemente der arabischen, klassischen und der indischen Musik. 1999 nahm Daniel Barenboim Chalhoub als Konzertmeister in das von ihm und Edward Said gegründete West-Eastern Divan Orchestra auf.
Im Jahre 2003 engagierte sich Chalhoub beim Orient-meets-Occident-Projekt und trat beim WOMAD-Festival sowie dem Duisburger Traumzeit-Festival auf.
Für seine im Frühjahr 2008 erschienene CD „Diwan“ arbeitete Chalhoub mit Musikern des Leipziger Gewandhauses zusammen.
Er war für viele Jahre als Dekan am Konservatorium in Beirut tätig und lebt nun in Wien, Österreich.

## Diskografie
- 2001: Claude Chalhoub produziert von Michael Brook, Warner Music Group / Teldec
- 2008: Diwan produziert von Herzog Records in Zusammenarbeit mit dem Gewandhausorchester Leipzig
- 2015: Marionettes Dance produziert von Claude Chalhoub in Zusammenarbeit mit Boris Penth

## Filmmusik
- Into the Wild von Sean Penn
- Yes von Sally Potter
- Persona non grata von Oliver Stone
- Hollywood Buddha von Philippe Caland